# جنگ توختامیش-تیمور
جنگ امیر تیمور و توقتمش خان، حاکم اردوی زرین از سال ۱۳۸۶ تا ۱۳۹۵ در سرزمین‌های قفقاز، ترکستان و اروپای شرقی (روسیه کنونی) درگرفت. نبرد بین امیر تیمور و توقتمش نقش اساسی در افول قدرت و حاکمیت مغولان در روسیه داشت.

## زمینه
در اواخر دهه ۱۳۷۰ و اوایل دهه ۱۳۸۰، تیمور به توقتمش کمک کرد تا قدرت را در اردوی سفید از اوروس خان عمویش به دست گیرد. پس از این توقتمش اردوی سفید و آبی را متحد کرد و اردوی زرین را دوباره یکپارچه ساخت و بین سال‌های ۱۳۸۱ تا ۱۳۸۲ لشکرکشی مهیبی در روسیه به راه انداخت، مسکو را غارت نمود و قدرت تاتار ها را در روسیه بازستاند.
اردوی زرین پس از یک دوره هرج و مرج از اوایل دهه ۱۳۶۰ تا اواخر دهه ۱۳۷۰، برای مدت کوتاهی خود را به عنوان یک قدرت منطقه ای مسلط بازسازی کرد و لیتوانی را در حدود سال ۱۳۸۳ شکست داد. اما توقتمش جاه طلبی‌های سرزمینی در ایران و آسیای مرکزی داشت و به همین دلیل به مخالفت با متحد قدیمی خود، تیمور پرداخت.

## جنگ
پس از مرگ ابوسعید در سال ۱۳۳۵، آخرین حاکم سلسله ایلخانیان، خلاء قدرت در ایران پدید آمد و آسیب‌پذیری ایران منجر به تهاجمات همسایگان شد. در سال ۱۳۸۳ تیمور حملات خود را بر آن کشور آغاز کرد و در سال ۱۳۸۵ هرات، خراسان و تمام شرق فارس را تصرف کرد. در همان سال توقتمش به آذربایجان و شمال غربی ایران یورش برد.
در سال ۱۳۸۶ تبریز غارت شد و توقتمش با غنایمی بسیار بازگشت.
بین سالهای ۱۳۸۹ تا ۱۳۹۱ نبردهای شدیدی بین قوای تیمور و اردوی زرین درگرفت. مرحله اول را تیمور در نبرد رود کندورچه پیروز شد. توقتمیش با وجود عقب‌نشینی، موقعیت خود را بازیافت و در بهار ۱۳۹۵ به شیروان یورش برد.
در سال ۱۳۹۵، تیمور آخرین لشکرکشی خود را به اردوی طلایی آغاز کرد. او با قاطعیت توقتمیش را در نبرد رودخانه ترک در ۱۵ آوریل ۱۳۹۵ شکست داد و سپس همه شهرهای بزرگ اردوی زرین ویران شدند: سارای، اوکک، ماجار، آزاق، تانا و آستاراخان. حمله تیمور به شهرهای اردوی طلایی در سال ۱۳۹۵ اولین قربانیان اروپای غربی او را به همراه داشت، زیرا باعث نابودی مستعمرات بازرگانی ایتالیایی در سارای، تانا و آستاراخان شد. در زمان محاصره تانا، انجمن‌های بازرگانی نمایندگانی را نزد تیمور فرستادند، اما تیمور فقط از آنها در نیرنگی برای شناسایی شهر استفاده کرد. شهر جنوایی کافا در شبه جزیره کریمه علیرغم اینکه متحد سابق توقتمیش بود در امان ماند.

## عواقب
پس از شکست فاجعه بار در نبرد رودخانه ترک، توقتمیش خلع شد و و به استپ‌های اوکراین گریخت و از دوک بزرگ ویتاوتاس لیتوانی کمک خواست. این دو در نبرد رودخانه ورسکلا در سال ۱۳۹۹ از سرداران تیمور، شکست خوردند.
اردوی زرین پس از این جنگ قدرت خود را بازنیافت و در اواسط قرن پانزدهم، به خانات‌های کوچکتر تقسیم شد: خانات کازان، اردوی نوگای، خانات قاسم، خانات کریمه و خانات آستاراخان.
بدین ترتیب قدرت مغولان در روسیه تضعیف شد و در سال ۱۴۸۰ «یوغ تاتار» بر روسیه که یادآور فتح خونین مغول بود، به‌طور قطعی در نبرد رودخانه اوگرا میان ایوان سوم حاکم مسکو و احمد خان حاکم اردوی زرین متزلزل شد.
آخرین بقایای اردوی زرین توسط خانات کریمه در سال ۱۵۰۲ نابود شد و خانات‌هایی که پس از تکه‌تکه شدن اردوی زرین به وجود آمدند بین سال‌های ۱۵۵۰ و اوایل قرن ۱۷ توسط دولت مسکو جذب شدند. خانات کریمه تا سال ۱۷۸۳ تحت حمایت عثمانی دوام آورد و خانات قزاق تا اواسط قرن نوزدهم برقرار بود.